# Airest
Airest (en estonien : AS Airest) est une compagnie aérienne estonienne qui a obtenu son certificat d'opérabilité en novembre 2001 et qui a commencé ses opérations en janvier 2002 sur la route aérienne Tallinn-Helsinki. Son capital est entièrement estonien.
Ses activités sont le transport de passagers ainsi que le transport cargo.
Pour ce faire, elle dispose de SAAB SF340 (9 appareils) et de Bombardier CRJ200SF (1 appareil) pour le cargo ; d'Airbus A320 (1 appareil) pour le transport de passagers.

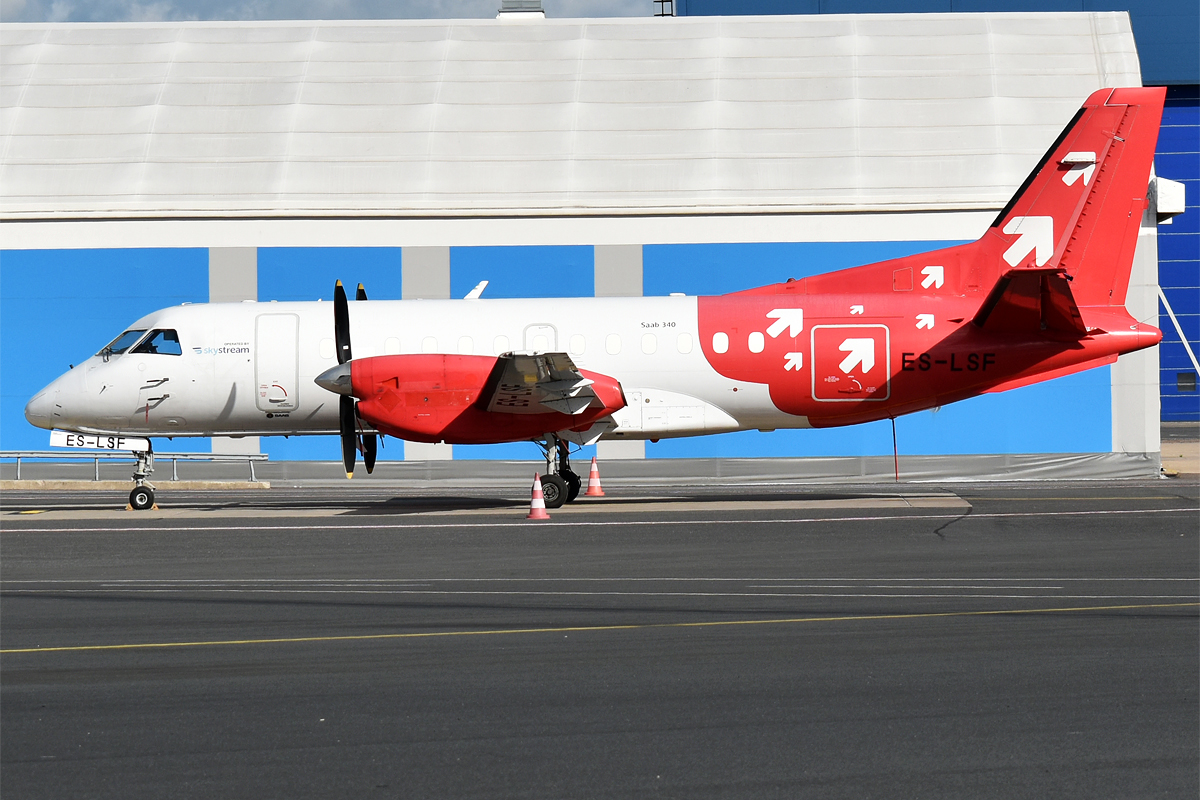
Un Saab 340 cargo